# Retro Plus
Retro Plus je drugi kompilacijski album hrvaške glasbene skupine Jinx, ki je izšel leta 2007 pri založbah Aquarius Records in Hayat Production. Album vsebuje hite skupine Jinx, ki so izšli na predhodnih albumih Second Hand (1997), Pompei – Ljetna ploča katastrofe (1999) in Avantura počinje (2001).

## Seznam skladb
Avtor vseh skladb je Coco Mosquito. Vsi aranžmaji so delo skupine.

### Zgoščenka
| Št. | Naslov                         | Z albuma                               | Dolžina |
| --- | ------------------------------ | -------------------------------------- | ------- |
| 1.  | „Sanjam‟                       | Avantura počinje, 2001                 | 3:19    |
| 2.  | „Tamo gdje je sve po mom‟      | Avantura počinje, 2001                 | 4:13    |
| 3.  | „Brazil‟                       | Second Hand, 1997                      | 4:03    |
| 4.  | „Bye bye baby bye‟             | Pompei – Ljetna ploča katastrofe, 1999 | 4:37    |
| 5.  | „Smijem se‟                    | Second Hand, 1997                      | 3:33    |
| 6.  | „Na plaži‟                     | Pompei – Ljetna ploča katastrofe, 1999 | 4:55    |
| 7.  | „Topim se sad‟                 | Pompei – Ljetna ploča katastrofe, 1999 | 4:09    |
| 8.  | „Zar je stvarno došao taj dan‟ | Pompei – Ljetna ploča katastrofe, 1999 | 5:21    |
| 9.  | „Ljeto‟                        | Avantura počinje, 2001                 | 5:15    |
| 10. | „Ruke‟                         | Second Hand, 1997                      | 3:25    |
| 11. | „Strijele na horizontu‟        | Avantura počinje, 2001                 | 3:45    |
| 12. | „Koliko suza za malo sna‟      | Pompei – Ljetna ploča katastrofe, 1999 | 3:44    |
| 13. | „Zmija & zmaj‟                 | Second Hand, 1997                      | 3:58    |
| 14. | „Avantura počinje‟             | Avantura počinje, 2001                 | 4:52    |

Bonus
| Št. | Naslov                                             | Z albuma               | Dolžina |
| --- | -------------------------------------------------- | ---------------------- | ------- |
| 15. | „Čuvar močvara i trava (Markos remix)‟             | Second Hand, 1997      | 4:03    |
| 16. | „Ljeto (Ragusa mix)‟                               | Avantura počinje, 2001 | 4:42    |
| 17. | „Smijem se (remix)‟                                | Second Hand, 1997      | 4:11    |
| 18. | „Tamo gdje je sve po mom (Eddy & Dus Terrace mix)‟ | Avantura počinje, 2001 | 5:09    |

## Osebje

### Jinx
- Samir – električni bas (3–8, 10, 12, 13, 15, 17)
- Džemo – trobenta (3, 5, 10, 13, 15, 17)
- Jakša – saksofon (3, 5, 10, 13, 15, 17)
- Coco Mosquito – električna kitara, slide kitara (9, 16)
- Berko – bobni, shaker (14)
- Kadri Bassic – električni bas (1, 2, 9, 11, 14, 16, 18)
- Mr. Goody – električni klavir, vokal (2, 9, 16, 18), spremljevalni vokal (6, 14)
- Yaya – glavni vokal, slide kitara (9, 16)
- Pavlica – trobenta (1, 2, 4, 6–9, 11, 12, 14, 16, 18), vokal (9)
- Jordes – saksofon (1, 2, 4, 6–9, 11, 12, 14, 16, 18), klarinet (4)

### Gostje
- Boris Popov – konge (2, 14, 18), zvonovi (2, 11, 18), timbales (2, 18), maracas (9, 14, 16), guiro (9, 16), def (9, 16), chimes (14)
- Neno Grahovac – trombon (1, 2, 11, 14, 18), vokal (2)
- Hrvoje Rupčić – tolkala (6)
- Markos – remix (15)
- A. Žvigač – remix (16)
- E. Bešić – remix (16)
- Štef – remix (17)
- Eddy & Dus – remix (18)

### Produkcija
- Fotografije: Nino Šolić, Gabrijela Topolovec, Kristijan Topolovec
- Mastering: Miro Vidović
- Oblikovanje: Gabrijela Topolovec, Kristijan Topolovec